# Mariusz Grabowski
Mariusz Krzysztof Grabowski (ur. 2 maja 1966 w Tarnowie) – polski polityk, prawnik, poseł na Sejm I, III i IV kadencji.

## Życiorys
Ukończył w 1991 studia prawnicze na Katolickim Uniwersytecie Lubelskim. Został asystentem w Katedrze Prawa Cywilnego tej uczelni. W 1995 był doradcą przewodniczącego Krajowej Rady Radiofonii i Telewizji Marka Jurka. Współtworzył Stowarzyszenie Rodzin Katolickich diecezji tarnowskiej.
W latach 90. działał w Zjednoczeniu Chrześcijańsko-Narodowym. W 2000 został przewodniczącym rady naczelnej Porozumienia Polskiego. W latach 1991–1993 i 1997–2005 zasiadał w Sejmie I, III i IV kadencji. Był wybierany kolejno z listy Wyborczej Akcji Katolickiej (1991), Akcji Wyborczej Solidarność (1997) i Ligi Polskich Rodzin (2001) w okręgach tarnowskich: nr 31, nr 46 i nr 15. W III i IV kadencji występował z klubów parlamentarnych AWS i LPR, przystępując do koła poselskiego Porozumienie Polskie. W lutym 1999 razem z innymi posłami PP zagłosował przeciwko ratyfikacji traktatu północnoatlantyckiego. W 2005 bez powodzenia kandydował do Senatu.